# 杉山晃 (物理学者)
杉山 晃（すぎやま あきら、1957年 - ）は、日本の物理学者。主な研究分野は高エネルギー実験物理学。国際リニアコライダーの測定器開発(TPC)に携わる。学位は、理学博士。佐賀大学理工学部物理科学科教授。北海道出身。